# Successione legittima
La successione legittima (in latino: successio ab intestato), in diritto, è quel tipo di successione che ha luogo quando il defunto (o de cuius) non abbia provveduto a redigere testamento, oppure quando pur avendo redatto il testamento questo è nullo o annullato ovvero dispone solo per una parte dei beni ovvero solo legati.

## Chiamati all'eredità
Nella successione legittima l'eredità si devolve:
- al coniuge,
- ai discendenti,
- agli ascendenti,
- ai collaterali,
- agli altri parenti entro il sesto grado,
- e infine allo Stato.

## Quote della divisione
(Vedi Codice Civile, Libro Secondo, Titolo II: Delle successioni legittime, artt. 565-586)
Esse sono diverse a seconda delle persone che sopravvivono al de cuius. 
- discendenti ma non il coniuge: l'eredità è divisa in parti uguali tra i figli. Se un figlio è premorto e ha a sua volta figli, questi ereditano la parte che gli sarebbe toccata dividendola tra loro sempre in parti eguali, in base al diritto di rappresentazione (Cod. Civ. artt. 467-469). Questo stabilisce che i figli (e, per applicazione ricorsiva dello stesso diritto, tutti i discendenti) subentrano al genitore che non può (per morte o esclusione per indegnità) o non vuole (per rinunzia) succedere. In pratica, tra tutti i discendenti ha luogo una divisione per stirpi, che si contrappone a quella per linee e per capi che vedremo dopo. Per esempio, se il de cuius ha un figlio vivente e tre nipoti da un figlio premorto, il figlio vivente avrà metà dell'eredità e i nipoti un sesto ciascuno. Non si distingue tra figli nati nel matrimonio o fuori dal matrimonio; i figli adottivi ereditano dagli adottanti ma non dai parenti di questi ultimi.
- discendenti e coniuge: al coniuge tocca metà dell'eredità se concorre con un solo figlio, un terzo se i figli sono due o più. La divisione tra i figli avviene come nel caso precedente, e vale sempre il diritto di rappresentazione (per i figli, non per il coniuge). Per esempio, se il de cuius lascia il coniuge, due figli (o figlie) e due nipoti da un figlio premorto, al coniuge tocca un terzo, ai figli superstiti due noni ciascuno (un terzo di due terzi) e ai nipoti un nono ciascuno (metà di un terzo di due terzi).
- coniuge, ma non discendenti, ascendenti o collaterali: al coniuge va l'intera eredità (art. 583 c.c.).
- coniuge, ascendenti e/o collaterali, ma non discendenti: al coniuge vanno i due terzi, agli ascendenti e/o collaterali un terzo (art. 582 c.c.). Vedi sotto per la divisione tra questi ultimi.
- ascendenti e/o collaterali, ma non il coniuge e discendenti: l'intera eredità è divisa tra ascendenti e/o collaterali. La divisione tra ascendenti e collaterali segue queste regole: in generale, fratelli, sorelle e genitori superstiti ereditano in parti uguali (divisione per capi), ma ai genitori o anche a uno solo tocca almeno metà dell'eredità. Anche per i discendenti dei fratelli e sorelle vale il diritto di rappresentazione. Per esempio, due genitori e un fratello dividono l'eredità in tre parti uguali; un genitore e un fratello in due parti uguali; due genitori e due fratelli in quattro parti uguali; un genitore e due fratelli: metà al genitore, un quarto ai fratelli; due genitori e tre fratelli: un quarto ciascuno ai genitori, un sesto ciascuno ai fratelli. Al posto dei fratelli premorti subentrano i nipoti o loro discendenti (non per capi ma per stirpi nella parte che sarebbe toccata al fratello). Se per morte o rinuncia non ci sono i genitori ma i nonni o altri ascendenti, a loro tocca la parte che sarebbe toccata a un solo genitore (per cui se i nonni concorrono con un solo fratello, a quest'ultimo tocca metà dell'eredità, mentre se concorresse con i due genitori avrebbe solo un terzo). Un solo genitore vivente che accetta l'eredità esclude anche i nonni dell'altra linea (vale cioè il criterio generale che il grado prossimo esclude il più remoto). La divisione si fa tra ascendenti dello stesso grado, e per linee (metà alla linea materna e metà a quella paterna, risalendo ricorsivamente l'albero genealogico): per esempio, se ci sono un nonno paterno e due nonni materni, al primo tocca quanto agli altri messi insieme. Le stesse regole valgono per dividere la quota di un terzo che a genitori e/o ascendenti spetta in presenza del coniuge: in questo caso la quota minima degli ascendenti è un quarto, e quindi quella dei collaterali in presenza di ascendenti si riduce a un dodicesimo complessivamente. I fratelli unilaterali (cioè di padre o madre diversi) hanno la metà dei fratelli germani. Per esempio, se il de cuius lascia il padre, la nonna materna, un fratello unilaterale, un fratello germano e due nipoti da un altro fratello germano premorto, il padre avrà metà dell'eredità, la nonna materna nulla, il fratello germano un quinto, il fratello unilaterale un decimo, i due nipoti un decimo ciascuno.
- altri parenti fino al sesto grado: qui vale la regola generale per cui i parenti di grado prossimo escludono quelli di grado più remoto, e non vale il diritto di rappresentazione. Pertanto, per esempio, i nipoti e anche i pronipoti (che per rappresentazione sono di secondo grado, anche se sarebbero di terzo o quarto) escludono gli zii (che sono di terzo); i cugini (che non subentrano agli zii perché non vale la rappresentazione) sono esclusi dagli zii. Tra i parenti di pari grado la divisione si fa per capi senza divisione per linee: per esempio, se ci sono due zii materni e tre paterni, ognuno avrà un quinto dell'eredità. In pratica l'ordine di precedenza è il seguente: 
  - prima gli zii (terzo grado);
  - poi i (primi) cugini e i prozii (quarto grado);
  - poi i figli dei cugini, i cugini dei genitori (cugini in seconda) e i fratelli dei bisnonni (quinto grado);
  - infine i nipoti abiatici dei cugini, i nipoti abiatici dei prozii (ovvero i secondi cugini), i cugini dei nonni e i fratelli dei bisnonni dall'eredità legittima.
- Se nessuno di questi parenti è vivente e non esiste un testamento, l'eredità è devoluta allo Stato. Si noti che gli affini sono sempre esclusi, sia i diretti (genero, nuora, suoceri) sia gli indiretti (cognati, ecc.).